# کارول هایس
کارول هایس (انگلیسی: Carol Heiss؛ زادهٔ ۲۰ ژانویهٔ ۱۹۴۰) اسکیت‌باز نمایشی اهل ایالات متحده آمریکا بود.
از افتخارات وی می‌توان به کسب مدال طلا در بازی‌های المپیک زمستانی ۱۹۶۰ اشاره کرد.